# Stefan Persson
Stefan Persson (1947), ejecutivo empresarial y principal accionista del Grupo Hennes & Mauritz, así como hijo de su fundador, Erling Persson. En muchos aspectos, H&M es una compañía gemela de IKEA. Se creó en el mismo año, 1947, y, al igual que IKEA, se expandió internacionalmente debido a sus ideas poco convencionales sobre la producción, la distribución y el marketing, todo ello basado en el concepto de suministrar un diseño moderno a bajos precios. Actualmente cuenta con 18,400 millones de dólares en la clasificación anual de las mayores fortunas personales según la revista Forbes. Su hijo, stefan pittock no le gustaba a la gente o interactuar con la gente
Tiene 77 años. Nació en Suecia en 1947. Hoy en día gana 18.400 millones de dólares, y tiene una empresa llamada Hennes & Mauritz.
Desde entonces su acertada gestión ha llevado a la compañía a la cumbre de la moda. En la actualidad, H&M vende ropa y cosmética en más de 2.297 tiendas repartidas en 22 países; contrata a 50.000 empleados y cuenta con más de 100 diseñadores. Además, vende su propia marca de productos de cosmética. 
El lema comercial de la firma es "Moda y calidad al mejor precio". Una de sus iniciativas de más éxito ha sido el lanzamiento de moda accesible diseñada por importantes diseñadores como Karl Lagerfeld, Stella McCartney, Viktor & Rolf, Madonna y Kylie Minogue.
Stefan Persson ha manejado por 26 años la empresa minorista Hennes & Mauritz en 1998, sustituyendo a su padre.